# خوسيه سباستيان فاسكيز
خوسيه سباستيان فاسكيز (بالإسبانية: José Sebastián Vásquez)‏ هو لاعب كرة قدم أرجنتيني في مركز الوسط، ولد في 24 سبتمبر 1982 في الأرجنتين. لعب مع Deltras F.C. ‏.

## وصلات خارجية
- خوسيه سباستيان فاسكيز على موقع Soccerway.com (الإنجليزية)